# Araquén Peixoto
Araquén Peixoto foi um pistonista de música popular brasileira.

## Discografia
- Um pistão dentro da noite-vol. 1
- Um pistão dentro da noite-vol. 2
- Quando os Peixotos se encontram